# Guennadi Ziugànov
Guennadi Andréievitx Ziugànov (rus Генна́дий Андре́евич Зюга́нов) (Mímrino, óblast d'Oriol, 26 de juny de 1944) és un polític rus, secretari general del Partit Comunista de la Federació Russa (des de 1993), diputat de la Duma (des de 1995), i membre Assemblea Parlamentària del Consell d'Europa (des de 1996).
Era fill de mestres, es llicencià en magisteri el 1961 i posteriorment es doctorà en ciències polítiques. El 1963 serví en l'Exèrcit Roig i el 1966 entrà a militar al PCUS, on ocupà diferents càrrecs a la seva regió i des del 1983 a Moscou. S'oposà aferrissadament a la perestroika de Mikhaïl Gorbatxov, raó per la qual els sectors més ortodoxos del partit el nomenaren el febrer del 1993 per a formar part de la direcció del PCUS i es veié involucrat en l'intent de cop d'estat d'octubre del 1993.
En les eleccions legislatives del desembre del 1995 el Partit Comunista de la Federació Russa, refundat per ell poc abans, fou la força més votada i aconseguí 158 dels 450 escons de la Duma, tot i que en les eleccions presidencials del juliol del 1996 sortí derrotat després de l'aliança entre Borís Ieltsin i Aleksandr Lébed. Un mes després fou elegit president de la Unió Popular Patriòtica, moviment d'oposició format a Moscou amb els grups que li havien donat suport en les eleccions presidencials. A l'abril del 1997 fou reelegit president del Partit Comunista de la Federació Russa per tercera vegada consecutiva. En les eleccions presidencials del juliol del 1996, Ziugànov aconseguí el 40,4% dels vots amb el partit Poder per al Poble, en què s'havien integrat la seva formació, el Partit Comunista i partits d'esquerra. Ieltsin, però, amb el suport de Lébed, n'aconseguí el 53,7%.
Es tornà a presentar a les eleccions presidencials de Rússia de 3 de març del 2000, però fou novament derrotat per Vladímir Putin, qui va obtenir el 68,8% dels vots. Ziugànov fou el segon més votat, amb el 29,3%.